# Wantok Cup
Wantok Cup – nieistniejące już rozgrywki piłkarskie w Oceanii organizowane przez trzy państwa Zachodniej Melanezji dla reprezentacji krajowych Papui-Nowej Gwinei, Wysp Salomona i Vanuatu.

## Historia
Zapoczątkowany został w 2008 roku przez państwa zachodniej Melanezji. Turniej powinien odbywać się trzy razy w roku (dwa razy w lipcu i raz we wrześniu), w ramach uroczystości upamiętniających uzyskanie niepodległości na Wyspach Salomona, Vanuatu oraz Papui-Nowej Gwinei, odpowiednio. W turnieju uczestniczyły reprezentacje tylko owych trzech państw, które systemem kołowym rozegrały miejsca na podium. Udało się przeprowadzić tylko jeden turniej na Wyspach Salomona, rozgrywki na Vanuatu oraz Papui-Nowej Gwinei zostały anulowane z powodu problemów finansowych organizatorów. Nie ma danych turnieju z lipca 2010, który miał miejsce. Mecze rozegrane w 2011 roku nie zostały oficjalnie uznane jako edycje Wantok Cup. Niemniej jednak, reprezentacje Vanuatu i Wysp Salomona spotkały się cztery razy w lipcu, najpierw dwa mecze odbyły się na Wyspach Salomona upamiętniające jej dzień niepodległości (7 lipca), a następnie dwa mecze w Vanuatu upamiętniające dzień niepodległości tego kraju (30 lipca) - zgodnie z regulaminem Wantok Cup.

## Finały
| 2008 (1) Szczegóły | Wyspy Salomona    | Wyspy Salomona U-23 | format ligowy     | Vanuatu           | Wyspy Salomona | format ligowy | Papua-Nowa Gwinea (rezygnacja) | 4 |
| 2008 (2)           | Vanuatu           | turniej anulowany   | turniej anulowany | turniej anulowany |                |               |                                |   |
| 2008 (3)           | Papua-Nowa Gwinea | turniej anulowany   | turniej anulowany | turniej anulowany |                |               |                                |   |
| 2010               | Vanuatu           | turniej anulowany   | turniej anulowany | turniej anulowany |                |               |                                |   |
| 2011 (1) Szczegóły | Wyspy Salomona    | Wyspy Salomona      | 2 : 1 0 : 0       | Vanuatu           |                |               |                                | 2 |
| 2011 (2) Szczegóły | Vanuatu           | Vanuatu             | 0 : 0 2 : 0       | Wyspy Salomona    |                |               |                                | 2 |

## Statystyki
| Lp. | Drużyna        | Mistrz | Wicemistrz | Lata triumfów |
| --- | -------------- | ------ | ---------- | ------------- |
| 1.  | Wyspy Salomona | 2      | 1          | 2008*, 2011*  |
| 2.  | Vanuatu        | 1      | 2          | 2011*         |

* = jako gospodarz.